# فارزة

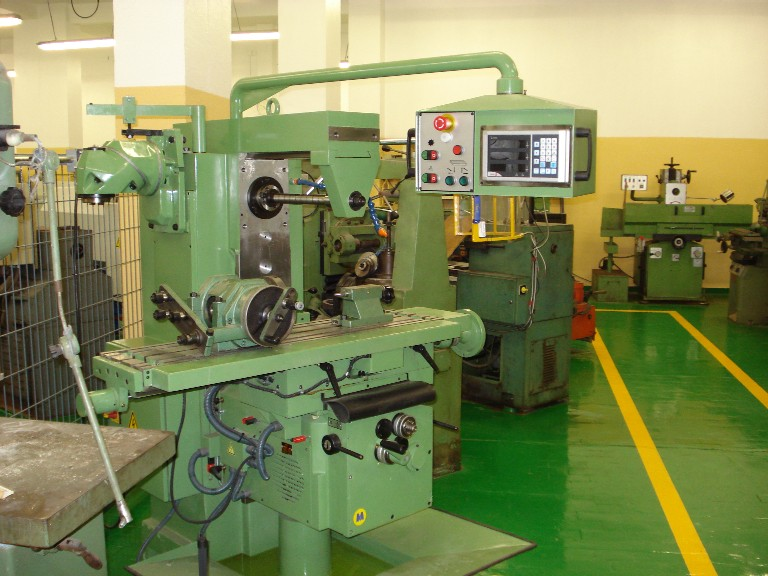
فارزة أفقية.

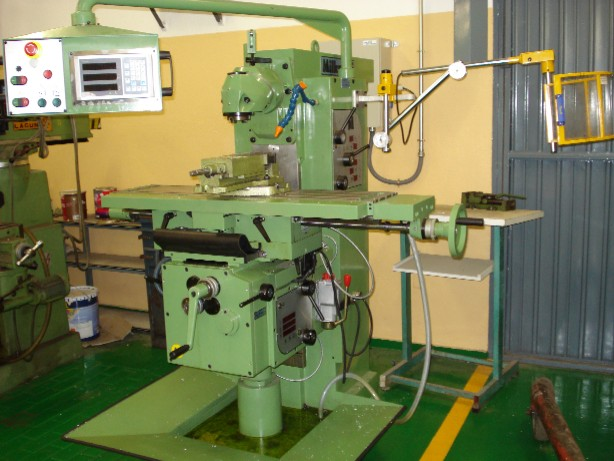
فارزة عمودية.

الفارزة (الجمع: فَارِزَات) أو الفريزة (الجمع: فَرِّيزَات) أو آلة التفريز (الجمع: آلات التَفْرِيز) هي آلة تستخدم لتشغيل المعادن. وللفارزة صنفان رئيسيان، ويعتمد هذا التصنيف على وضع محور الآلة الحامل لأداة القطع، فاذا كان المحور أفقيا سميت بالفارزة الأفقية، وإذا كان المحور عموديا سميت بالفارزة العمودية، وهنالك نوع عام يمكن لأداة القطع أن تدور وفق المحورين الأفقي والعمودي. ويمكن للفارزة أن تكون ذات تحكم يدوي ونصف آلي وآلي (CNC). وتستطيع الفارزة عمل العديد من الأشكال المعقدة والبسيطة مثل المجاري والأخاديد والسطوح المستوية والثقوب وغيرها.

## عمليات التفريز الأساسية
هنالك مجموعة من العمليات التي تستخدم فيها الفرزة بشكل رئيسي منها:
- التفريز الافقي لأعلى ولاسفل: يعتبران النوعان الرئيسيان للتفريز الأفقي ولكل منهما مميزات وعيوب.

- تفريز لأعلى
- تفريز لأسفل

| وجه المقارنة        | التفريز لأعلى    | التفريز لاسفل       |
| ------------------- | ---------------- | ------------------- |
| عمر أداة القطع      | يطيل عمر الأداة  | يقلل عمرالأداة      |
| الاهتزازات في الآلة | يقلل الاهتزازات  | يزيد الاهتزازات     |
| تشطيب السطوح        | جيد التشطيب      | سيء التشطيب         |
| تثبيت المشغولة      | يحتاج لتثبيت جيد | لا يحتاج لتثبيت قوي |

- الثقب
- السطوح المستوية
- المجاري والأخاديد
- عمل اللولب

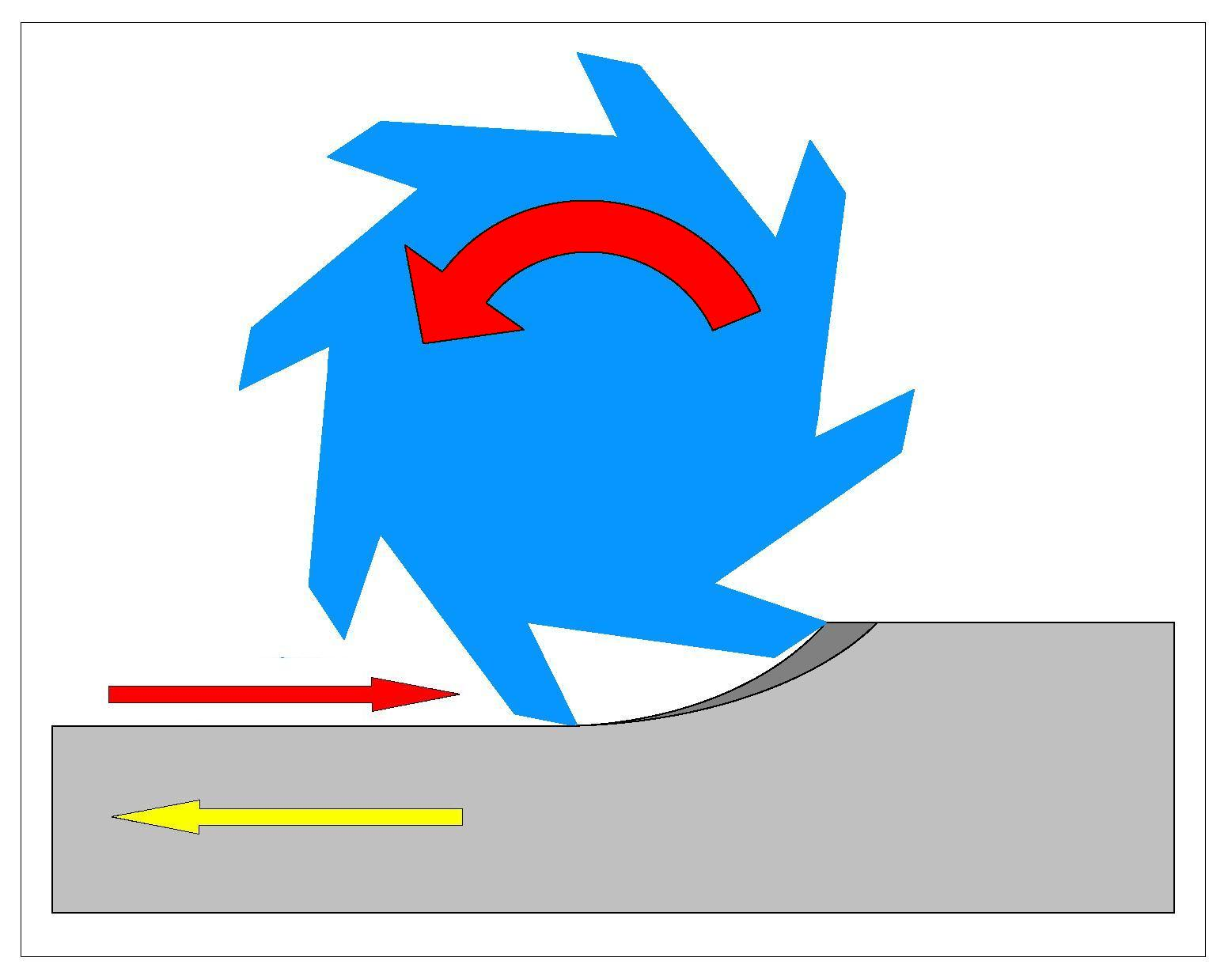
تفريز لأعلى
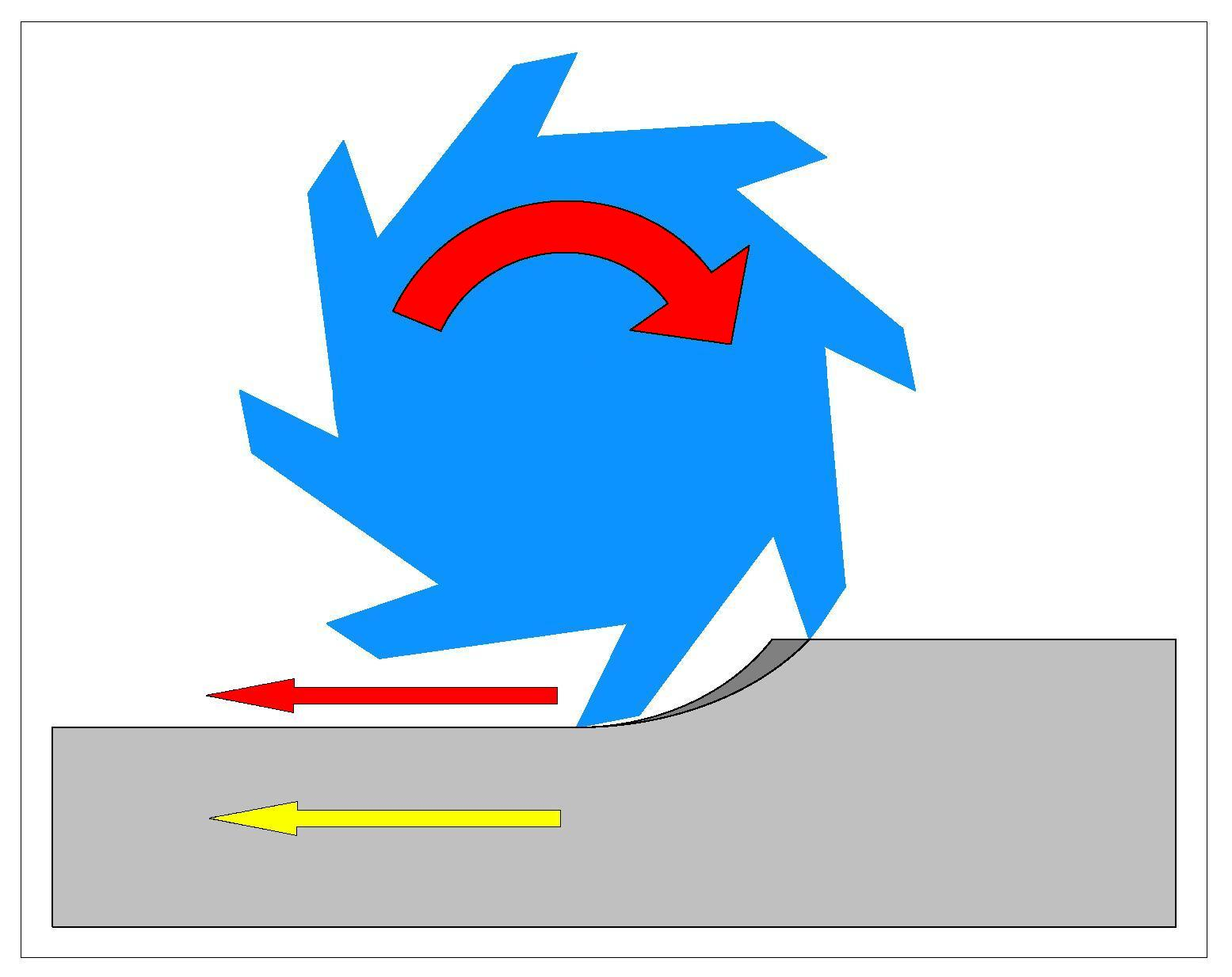
تفريز لأسفل

- عمل التروس: لعمل ترس على آلة التفريز نحتاج إلى جهاز يسمى جهاز التقسيم، حيث يحتوي الجهاز على ذراع المرفق ومجموعة ثقوب كما في الشكل. والذي يعمل وفقا لقانون بسيط هو: عدد لفات الذراع الرئيسي تساوي عدد أسنان الترس / 40

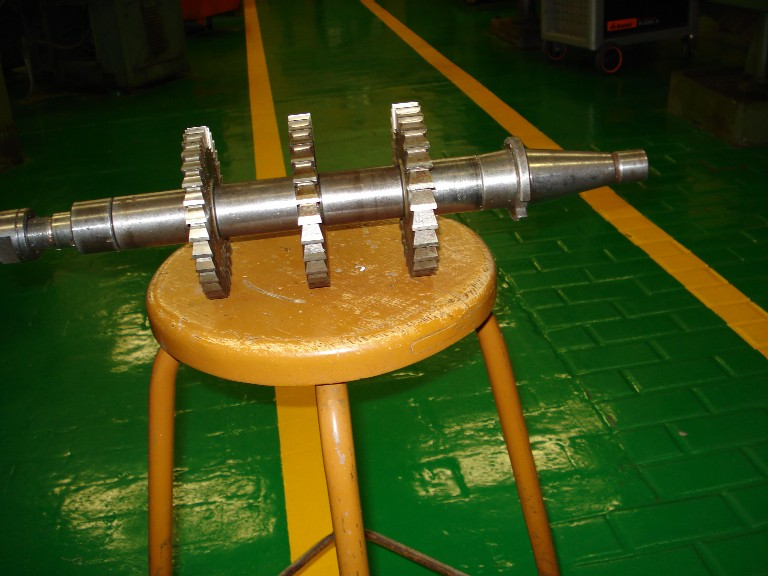
مجموعة تروس
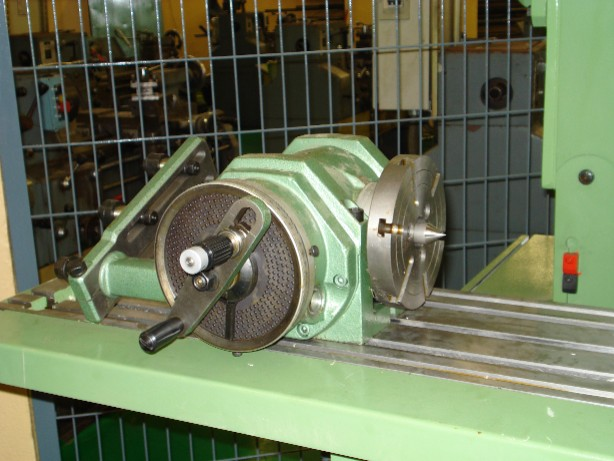
جهاز التقسيم
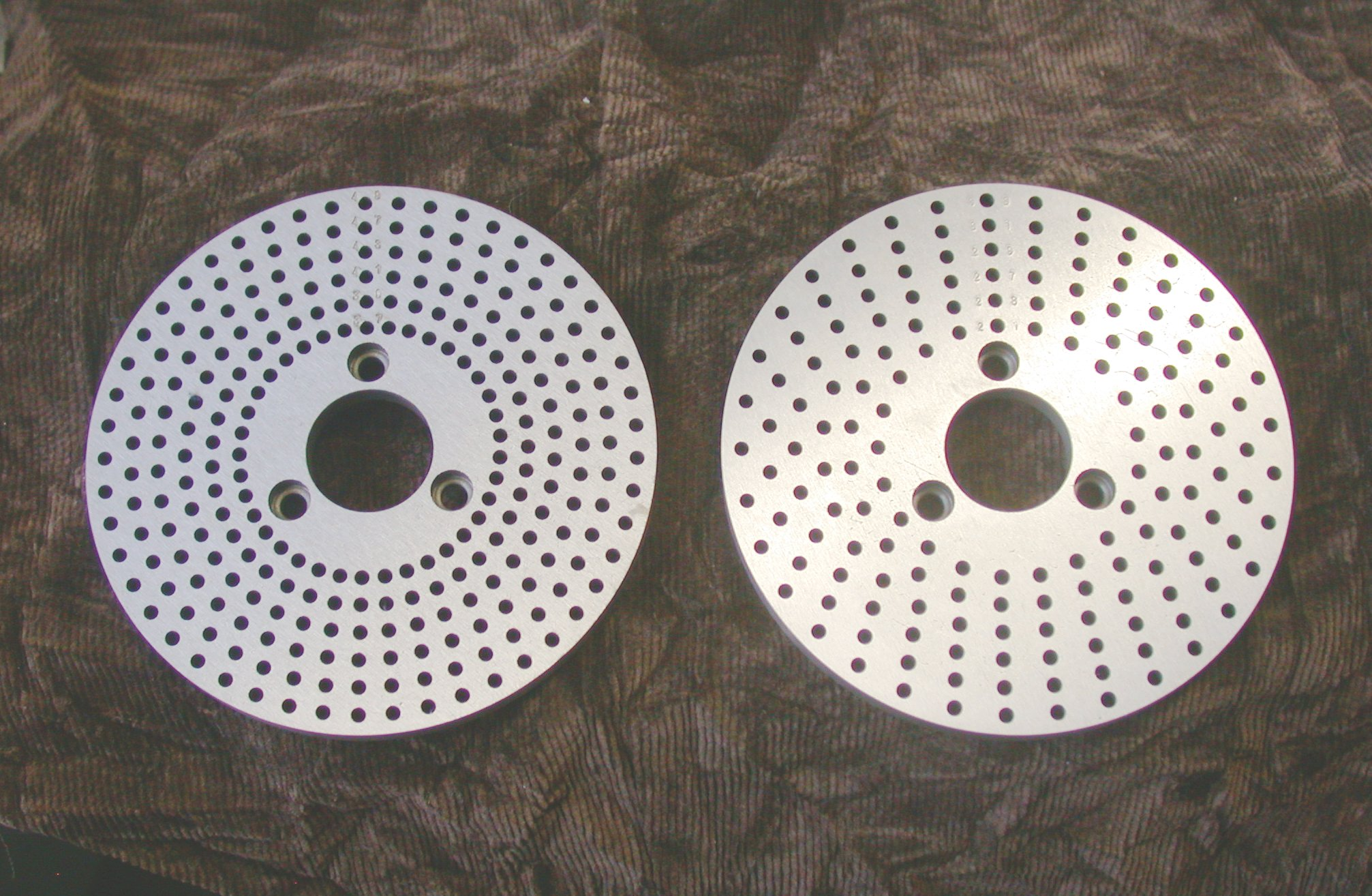
دوائر جهاز التقسيم
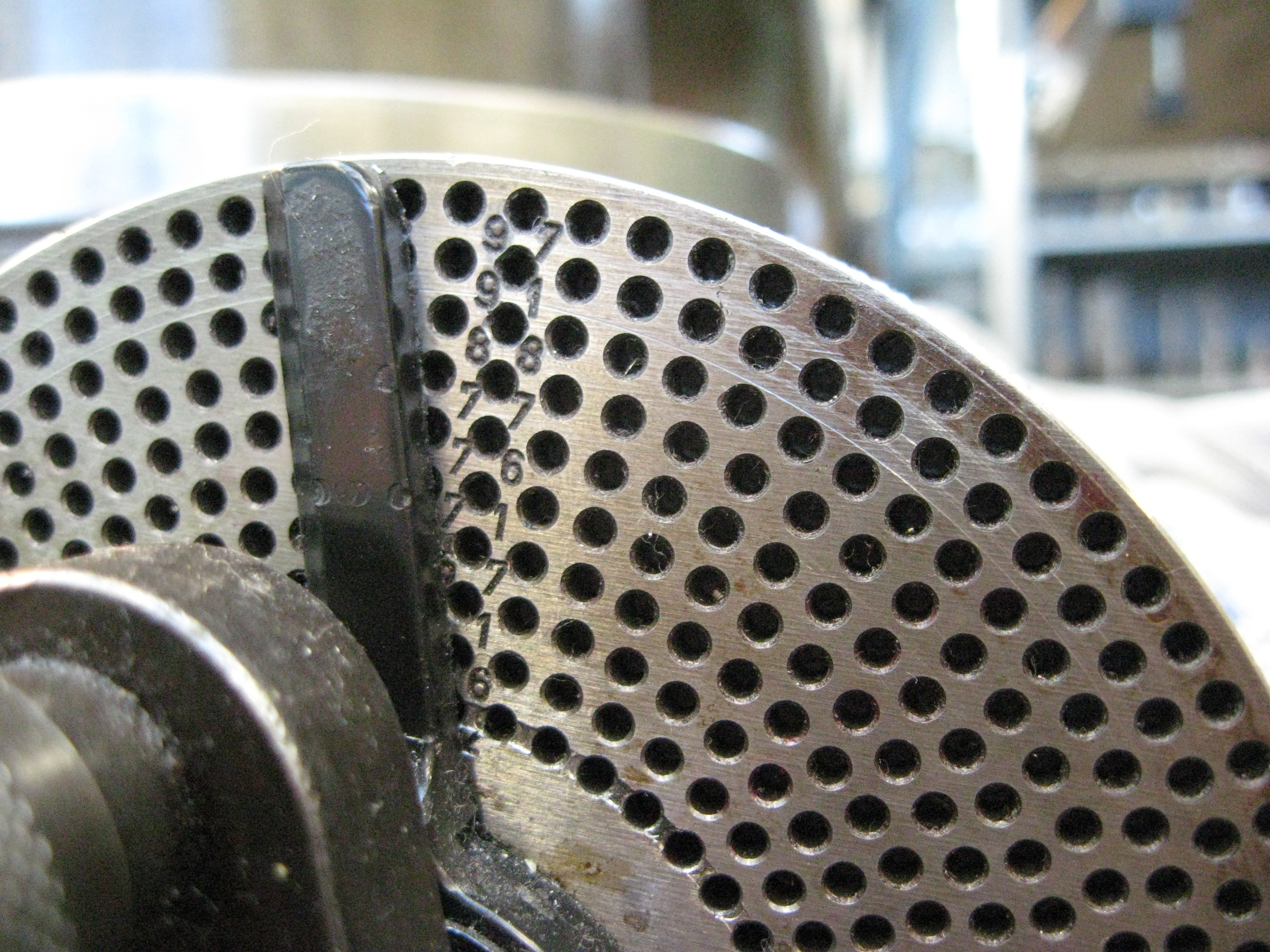
صورة قريبة لجهاز التقسيم

مثال: إذا كان عدد اسنان الترس المطلوب 50 فكم عدد دورات ذراع الجهاز؟
نقول 50/40= 1 و 1/40 وهذا يعني لفة كاملة وثقب من دائرة بها 40 ثقب

## أداة القطع
لآلة التفريز أدوات قطع كثير ومتعددة لأغراض التشغيل المختلفة، وتنقسم أداة القطع إلى جزئين هما الجزء العامل وجزء التثبيت.

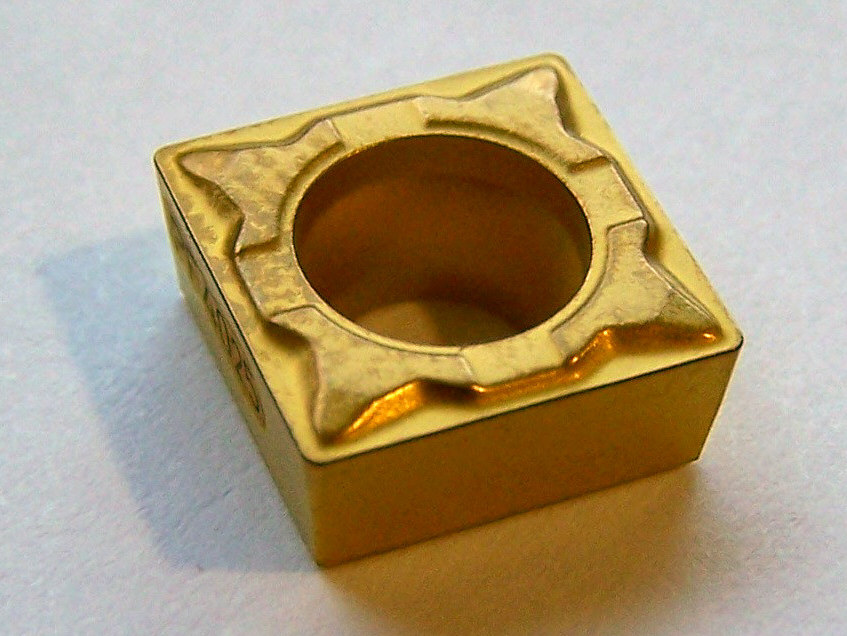
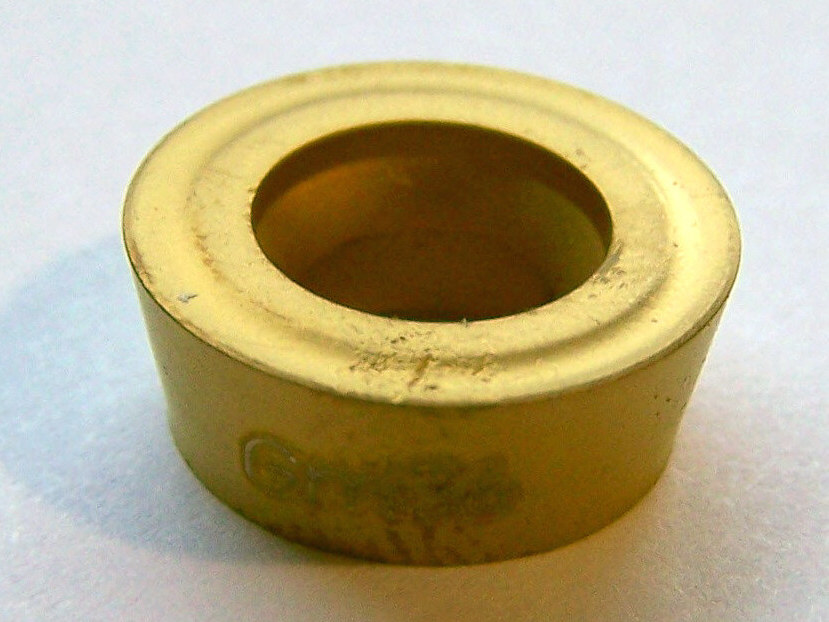
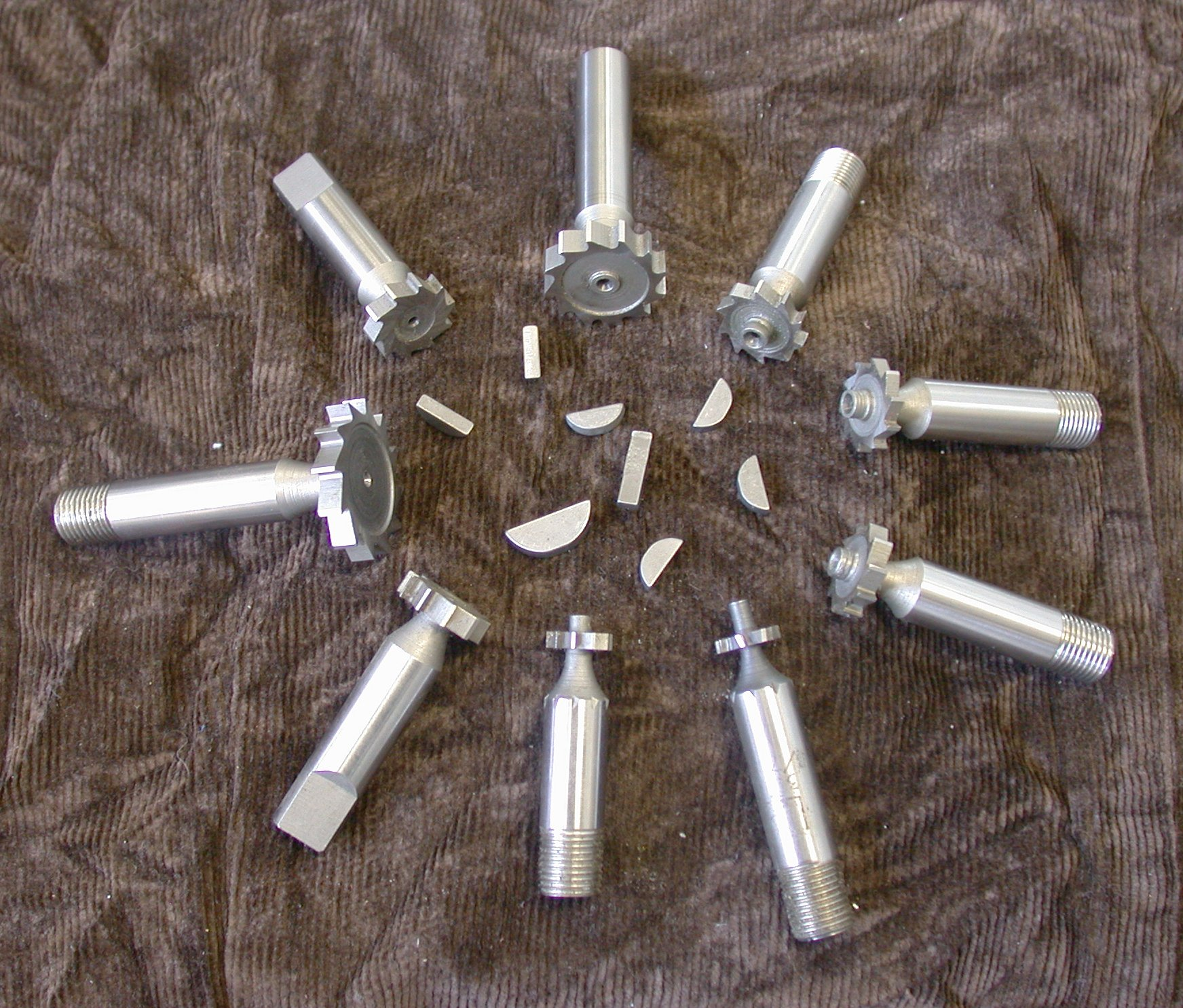
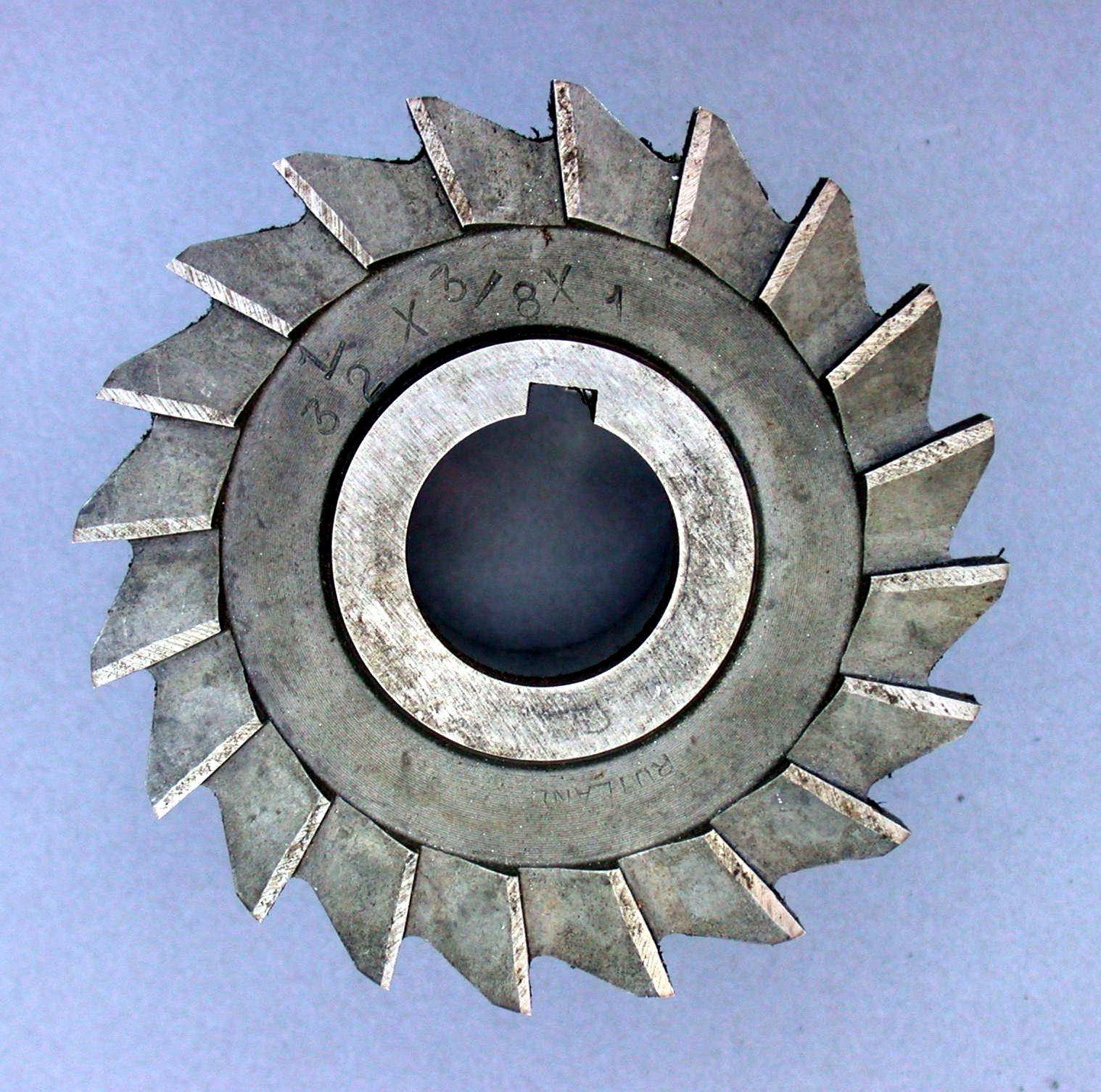
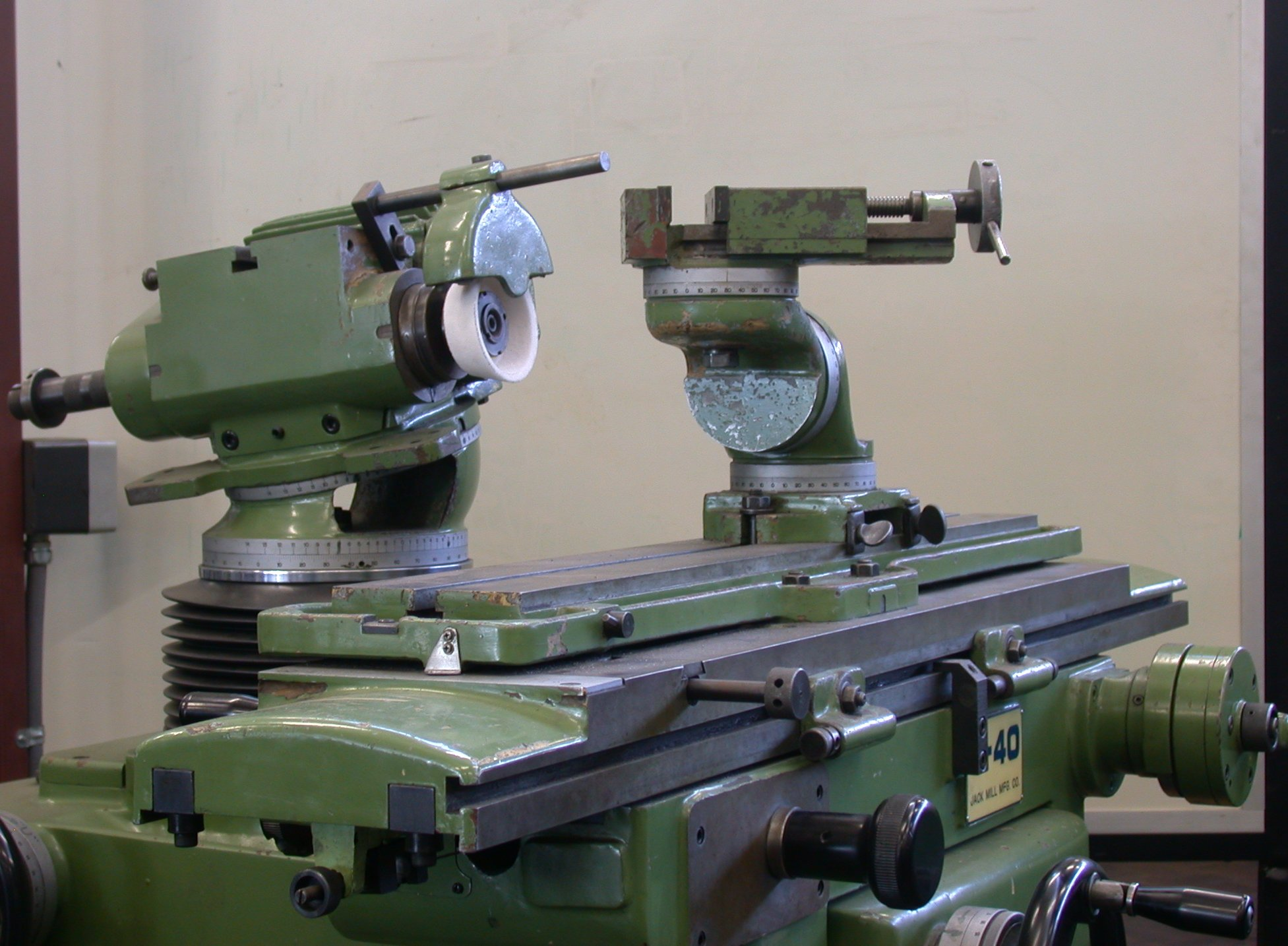
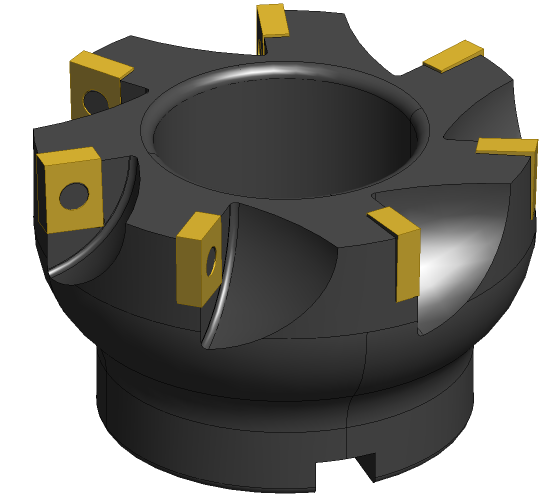
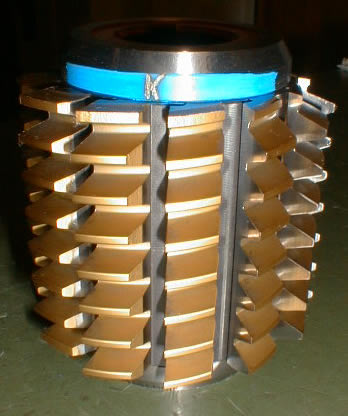
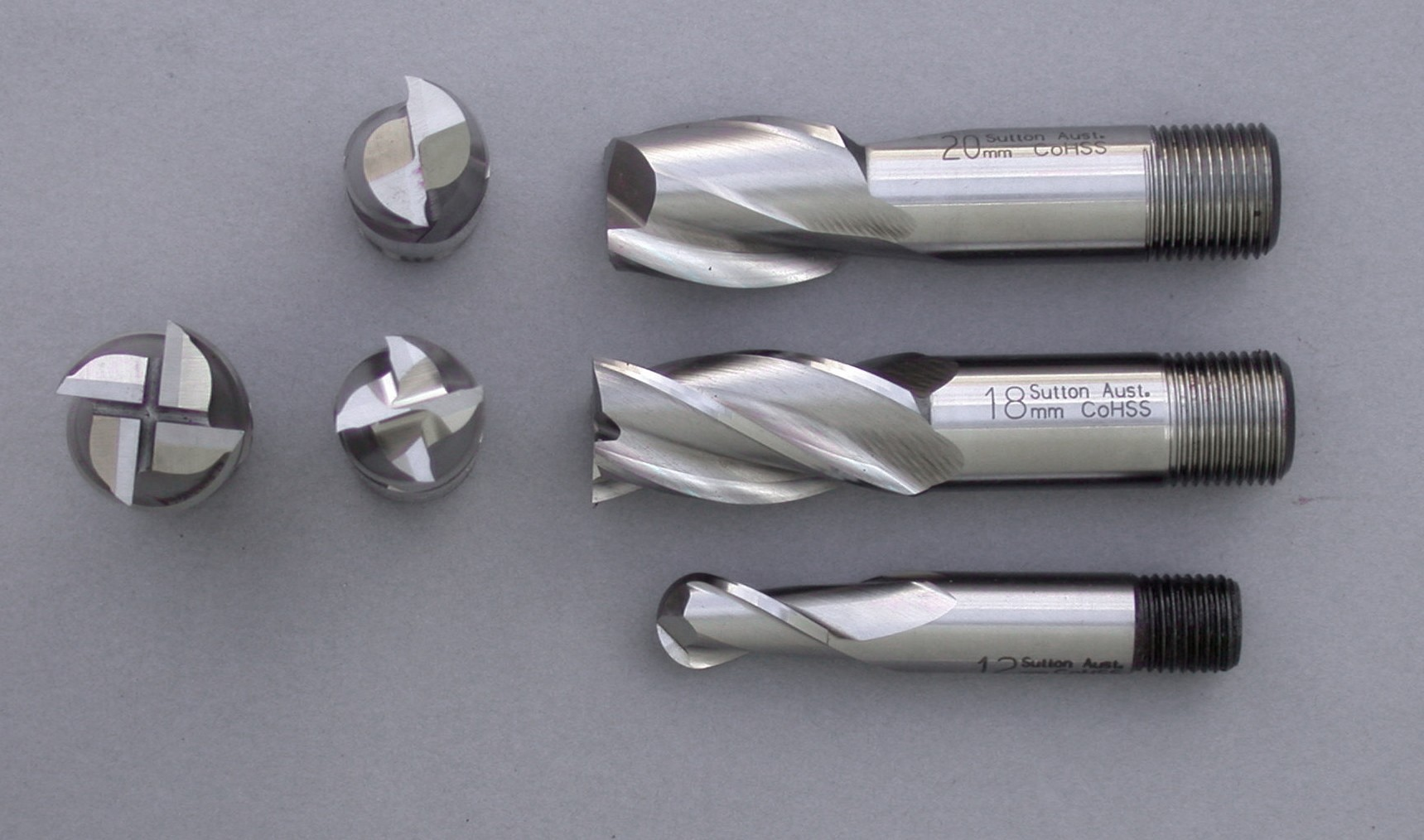

## التحكم الرقمي باستخدام الحاسوب

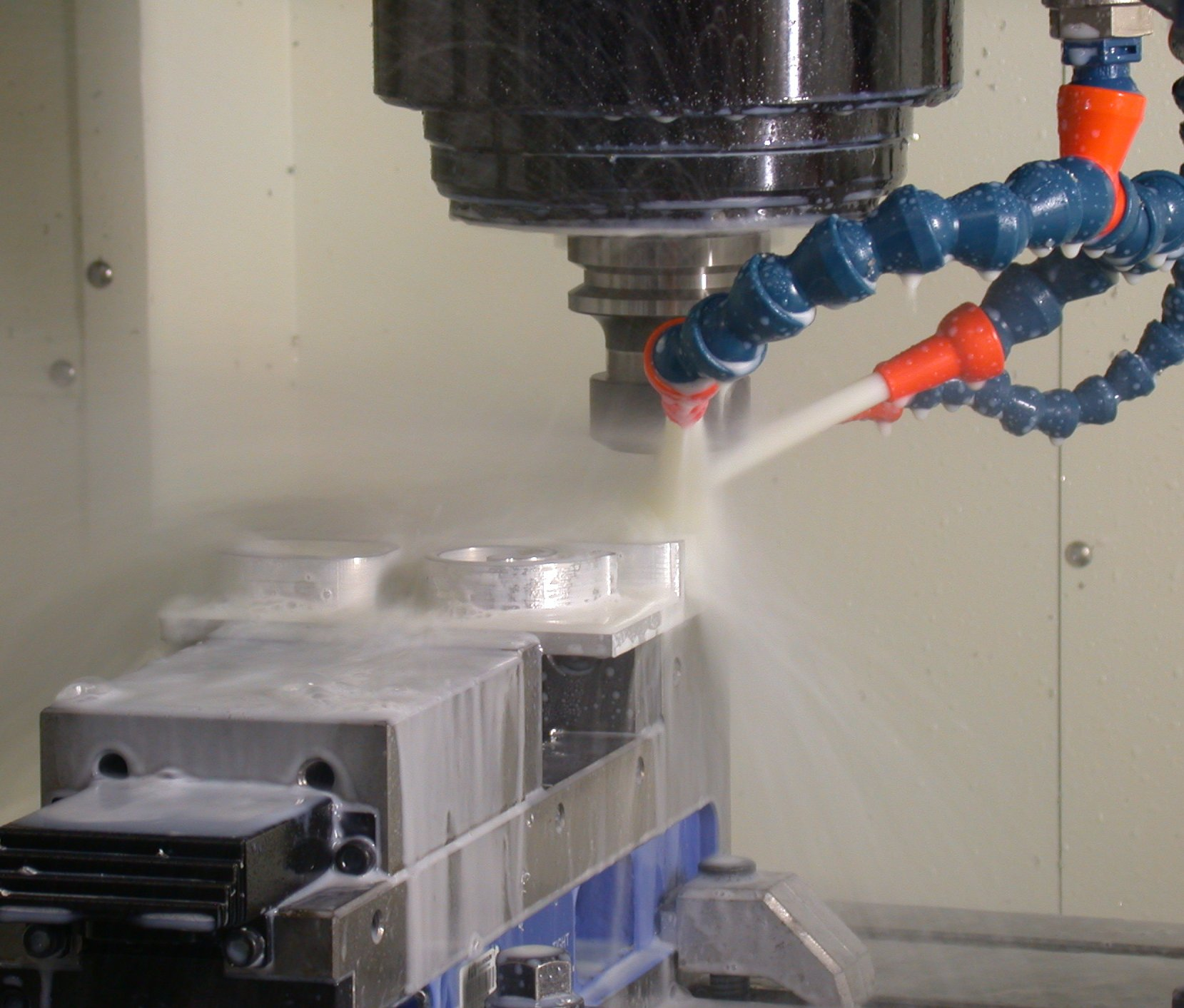
فارزة مبرمجة أثناء العمل

من أهم تطبيقات الحاسوب في مجال تشغيل المعادن هو نظام التحكم الرقمي باستخدام الحاسوب (CNC) الذي جعل دقة العمل تصل إلى واحد ميكرون أي جزء من مليون من المتر، وهي دقة لايمكن الوصول إليها مع آلة التفريز التقليدية. كما أن سرعة القطع الكبيرة جدا جعلت السطوح المنتجة فائقة التشطيب وقللت الحاجة لتجليخ القطع الناتجة. وتجدر الإشارة أيضا إلى أن زيادة سرعة التغذية قللت زمن إنتاج المنتج وقللت من تكلفة المنتج عموما.

## وصلات خارجية
مجموعة أفلام على يوتيوب